# Allopatides corrugatus
Allopatides corrugatus is een zeekomkommer uit de familie Synallactidae.
De wetenschappelijke naam van de soort werd in 1987 gepubliceerd door Massin.